# Sompuis
Sompuis és un municipi francès, situat al departament del Marne i a la regió del Gran Est. L'any 2007 tenia 273 habitants.

## Demografia

### Població
El 2007 la població de fet de Sompuis era de 273 persones. Hi havia 115 famílies, de les quals 29 eren unipersonals (25 homes vivint sols i 4 dones vivint soles), 41 parelles sense fills, 37 parelles amb fills i 8 famílies monoparentals amb fills.
La població ha evolucionat segons el següent gràfic:
Habitants censats

### Habitatges
El 2007 hi havia 130 habitatges, 118 eren l'habitatge principal de la família, 3 eren segones residències i 9 estaven desocupats. 123 eren cases i 7 eren apartaments. Dels 118 habitatges principals, 105 estaven ocupats pels seus propietaris, 12 estaven llogats i ocupats pels llogaters i 1 estava cedit a títol gratuït; 1 tenia dues cambres, 8 en tenien tres, 23 en tenien quatre i 86 en tenien cinc o més. 92 habitatges disposaven pel capbaix d'una plaça de pàrquing. A 39 habitatges hi havia un automòbil i a 67 n'hi havia dos o més.

### Piràmide de població
La piràmide de població per edats i sexe el 2009 era:
| Homes | Edats   | Dones |
| ----- | ------- | ----- |
| 0     | 95 o +  | 0     |
| 0     | 90 a 94 | 4     |
| 4     | 85 a 89 | 12    |
| 4     | 80 a 84 | 4     |
| 4     | 75 a 79 | 4     |
| 4     | 70 a 74 | 0     |
| 4     | 65 a 69 | 4     |
| 12    | 60 a 64 | 8     |
| 4     | 55 a 59 | 0     |
| 12    | 50 a 54 | 12    |
| 24    | 45 a 49 | 24    |
| 8     | 40 a 44 | 0     |
| 20    | 35 a 39 | 12    |
| 8     | 30 a 34 | 12    |
| 4     | 25 a 29 | 4     |
| 16    | 20 a 24 | 4     |
| 12    | 15 a 19 | 8     |
| 16    | 10 a 14 | 8     |
| 12    | 5 a 9   | 0     |
| 4     | 0 a 4   | 16    |

## Economia
El 2007 la població en edat de treballar era de 174 persones, 127 eren actives i 47 eren inactives. De les 127 persones actives 116 estaven ocupades (62 homes i 54 dones) i 10 estaven aturades (6 homes i 4 dones). De les 47 persones inactives 13 estaven jubilades, 13 estaven estudiant i 21 estaven classificades com a «altres inactius».

### Ingressos
El 2009 a Sompuis hi havia 119 unitats fiscals que integraven 282,5 persones, la mediana anual d'ingressos fiscals per persona era de 18.696 €.

### Activitats econòmiques
Dels 8 establiments que hi havia el 2007, 2 eren d'empreses de construcció, 1 d'una empresa de comerç i reparació d'automòbils, 2 d'empreses de transport, 1 d'una empresa immobiliària, 1 d'una empresa de serveis i 1 d'una entitat de l'administració pública.
Dels 4 establiments de servei als particulars que hi havia el 2009, 1 era una oficina d'administració d'Hisenda pública, 1 oficina de correu, 1 paleta i 1 guixaire pintor.
L'any 2000 a Sompuis hi havia 18 explotacions agrícoles que ocupaven un total de 2.445 hectàrees.

## Poblacions més properes
El següent diagrama mostra les poblacions més properes.